# 米柳京斯卡亞區
48°37′50″N 41°40′15″E / 48.63056°N 41.67083°E
米柳京斯卡亞區（俄语：Милютинский район），是俄羅斯的一個區，位於該國西南部，由羅斯托夫州負責管轄，面積2,116平方公里，2010年人口15,082，人口密度每平方公里7.13人。